# Shiksha
Shiksha (IAST śikṣā) é um dos seis Vedangas, tratando da ciência hindu tradicional da fonética e fonologia do sânscrito.
Seu objetivo é ensinar a pronúncia correta dos hinos e mantras védicos. Os mais antigos livros sobre fonética são os Pratishakyas  (prātiśākhya, um abstrato vrddhi do sânscrito pratiśhākhā "tronco lateral", "ramo"), descrevendo pronúncia, entonação do sânscrito, como também as regras sânscritas de sandhi, específicos a escolas individuais ou Shakhas.
Shikshā em sânscrito quer dizer "lição" (como é o caso), ou "punição".
Quatro Pratishakhyas são preservados:
- Rigveda-Pratishakya (Shakala shakha), atribuído a Shaunaka
- Shukla-Yajurveda-Pratishakhya
- Taittiriya (Yajurveda Preto) Pratishakhya, ed. Whitney 1871
- Atharvaveda-Pratishakhya (Shaunakiya shakha)

## Silabicidade
Tradicionalmente, sílabas (não alfabetos) em sânscrito são chamados de Aksharam, que significa "entidade imperecível", como se fossem "átomos" da fala. Esses aksharas são basicamente classificados em dois tipos,
- Svaram (Ach) : Vowel
- Vyanjanam (Hal) : Consonant

Svara aksharas também são conhecidos como Prāna akshara, ou seja, são os sons principais na fala, sem as quais a fala não é possível. Então, são consideradas letras vitais. Encontramos a mesma notação usada para se referir às vogais do tâmil, as chamando de Uyir ezhutthu. Panini chama o svara de Ach Pratyahāra. Então, como resultado, são chamados de Ach Aksharam.
Vyanjana significa embelezamento, ou seja, consoantes são consideradas um embelezamento para as vogais, para tornar a linguagem sonorante. Também são chamadas de Prāni akshara, ou seja, são como um corpo onde a vida (Svara) está presente. Encontramos a mesma notação sendo usada para se referir às consoantes do tâmil, as chamando de Mey ezhutthu. Panini chama os vyanjana de Hal Pratyahāra.  Então, por causa dele, são chamadas de Hal Aksharam.
De novo, Vyanjana aksharas são divididos em três tipos,
- Vyanjana
  - Sparśa : Plosivo
  - Antastha : Aproximante
  - Ūshman: Sibilante

Sparśa aksharas incluem sílabas de Ka a Ma são 25 em número. Antastha aksharas íncluem as sílabas ya, ra, la e va. Ūshman aksharas incluem śa, sha, sa e ha.
Foi dito que uma vogal pode ser pronunciada de 18 modos (3x2x3) no sânscrito, baseado em tempo, maneira, e acento da pronúncia.

## Moras
Cada vogal pode ser classificada em três tipos com base no tempo de pronúncia (mora). A unidade de tempo é o mātra (aprox. 0.4 segundos). São,
- Hrasvam : Vogal curta, Eka Mātra
- Dīrgam : Vogal longa, Dvi Mātra
- Plutam : Vogal prolongada, Tri Mātra (pluti)

Então, cada vogal pode ser pronunciada de três jeitos de acordo com o tempo de articulação.

## Nasalidade
Cada vogal pode ser classificada em dois tipos com base na maneira de pronúncia. São elas,
Mukha : Vogal oral
Nāsika : Vogal nasal  (todas as vogais são consideradas fonemicamente orais)
Portanto, cada vogal pode ser pronunciada de duas maneiras de acordo com a maneira de pronúncia.

## Acento tonal
Cada vogal pode ser classificada em três tipos de acordo com o acento de articulação. Isso se perdeu no sânscrito clássico, mas ainda é usado ao cantar hinos védicos e Upanishádicos e mantras.
Udātta : tom alto
Anudātta : tom baixo
Svarita : tom decadente
Portanto, cada vogal pode ser pronunciada de três modos de acordo com o acento de pronúncia.

## Fonética articulatória tradicional
De acordo com a tradição lingüística indiana, a articulação é analisada por diferentes parâmetros e características.

### Locais de articulação
De um modo geral, em fonética articulatória, o local de articulação (também ponto de articulação) de uma consoante é o ponto de contato, onde ocorre uma obstrução no trato vocal entre um articulador ativo (se movendo) (tipicamente alguma parte da língua) e um articulador passivo (estacionário) (tipicamente alguma parte do céu da boca).
De acordo com a tradição lingüística indiana, os locais de articulação (passiva) são classificadas em cinco. São eles:-
Kanthyam : Velar
Tālavyam : Palatal
Mūrdhanyam : Cerebral
Dantyam : Dental
Ōshtyam : Labial
Além disso, outros locais são combinações dos cinco locais acima. São eles:- 
Dantōsthyam : Labio-dental (Ex: v)
Kantatālavyam : Ex: Diphthong e
Kantōsthyam : labial-velar (Ex: Ditongo o)
Os locais de articulação (ativa) são classificados em três. São eles
Jihvā Mūlam : raiz da língua, for velar
Jihvā Madhyam : corpo da língua, para palatal
Jihvāgram : ponta da língua, para cerebral e dental
Adhōstam : lábio inferior, para labial

### Esforço de articulação
Esforço de articulação (Ucchārana Prayatna) é de dois tipos para consoantes,
Bāhya Prayatna : Esforço externo
Spristam : Plosivo
Īshat Spristam : Aproximante
Īshat Samvritam : Fricativo
Abhyantara Prayatna : Esforço interno
Alpaprānam : Não aspirado
Mahāprānam : Aspirado)
Śvāsam : Sem voz
Nādam : Com voz

### Articulação das consoantes
Articulação das consoantes é uma combinação lógica de componentes nos dois prayatnas. A tabela abaixo dá uma visão sobre a articulação das consoantes.
| Prayatna Niyamāvalī                                       | Kanthya (jihvā Mūlam) | Tālavya (jihvā Madhyam) | Mūrdhanya (jihvāgram) | Dantya (jihvāgram) | Dantōshtya | Ōshtya (adhōstam) |
| --------------------------------------------------------- | --------------------- | ----------------------- | --------------------- | ------------------ | ---------- | ----------------- |
| Sparśam, Śvāsam, Alpaprānam                               | ka                    | ca                      | Ta                    | ta                 | —          | pa                |
| Sparśam, Śvāsam,Mahāprānam                                | kha                   | cha                     | Tha                   | tha                | —          | pha               |
| Sparśam, Nādam, Alpaprānam                                | ga                    | ja                      | Da                    | da                 | —          | ba                |
| Sparśam, Nādam, Mahāprānam                                | gha                   | jha                     | Dha                   | dha                | —          | bha               |
| Sparśam, Nādam, Alpaprānam, Anunāsikam, Dravam, Avyāhatam | nga                   | nja                     | Na                    | na                 | —          | ma                |
| Antastham, Nādam, Alpaprānam, Dravam, Avyāhatam           | —                     | ya                      | ra (Lunthitam)        | la (Pārśvikam)     | va         | —                 |
| Ūshman, Śvāsam,Mahāprānam, Avyāhatam                      | Visarga               | śa                      | sha                   | sa                 | —          | —                 |
| Ūshman, Nādam,Mahāprānam, Avyāhatam                       | ha                    | —                       | —                     | —                  | —          | —                 |